# Gondomar
Gondomar es un municipio español, situado en el suroeste de la provincia de Pontevedra  e integrado en el Área Metropolitana de Vigo, en la Comarca de Vigo, en la comunidad autónoma de Galicia. 

## Toponimia
Desde un punto de vista etimológico, el topónimo Gondomar derivaría de (villa) Gundemari, una uilla (explotación agrícola) de un poseedor medieval llamado Gundemarus, nombre de origen gótico.

## Geografía
Forma parte de la comarca histórica del Valle Miñor. En la actualidad está integrado administrativamente en la comarca de Vigo. 
Se encuentra situado en el entorno natural del valle Miñor, entre la sierra de Galiñeiro y la ribera del río Miñor. Limita al norte con el municipio de Vigo, al oeste con los de Nigrán y Bayona, al sur con los de Tuy y Tomiño y al este con los de Tuy, Vigo y Porriño.

## Historia
El municipio de Gondomar es rico en yacimientos arqueológicos. Su variedad geográfica favorece la presencia de vestigios de diferentes épocas. Del paleolítico aparecieron en la Chan do Cereixo más de 200 útiles de cuarcita tallada. Dólmenes como el de Chaín, petroglifos como los de la sierra de Galiñeiro, la necrópolis de la Chan de Prado y castros como el de la Pedra Moura nos indican que estas tierras fueron testigos de asentamientos desde épocas remotas.
De la presencia romana hay constancia de una importante vía de comunicación que, atravesando las parroquias de Couso y Donas, llegaba hasta Vigo.
Es en la Edad Media cuando se produce un importante aumento demográfico. Es entonces cuando el románico y el gótico llegan al municipio. Podemos destacar las iglesias de Santa Eulalia de Donas, San Miguel de Peitieiros y Santa Marina. Del barroco, las de Santiago de Morgadáns, Santa Mª de Chaín, San Martín de Borreiros, Santa Mª de Vilaza y San Vicente de Mañufe.
Por todo el municipio podemos encontrar vestigios de la importancia que tuvo este territorio. Además de las iglesias, podemos citar capillas, ermitas, pazos (Conde de Gondomar, Villarés, Pampillón y Mendoza), casas señoriales, cruceros (cruceiro do Acordo), petos de ánimas, puentes (Puente romano de Mañufe), acueductos (so Bravo) y molinos (da Serra).
Hacia mediados del siglo XIX, el lugar, ya por entonces con ayuntamiento propio, tenía contabilizada una población de 8130 habitantes. Aparece descrito en el octavo volumen del Diccionario geográfico-estadístico-histórico de España y sus posesiones de Ultramar de Pascual Madoz con las siguientes palabras:

GONDOMAR: ayunt. en la prov. de Pontevedra (8 1/2 leg.), part. jud. de Vigo (2 1/2), dióc. de Tuy (3): sit. al O. de la prov. en terreno desigual, con buena ventilacion y clima bastante saludable. Comprende las felig. de Borreiros, San Martin; Couso, San Cristóbal; Chain, Sta. Maria; Donas, Sta. Eulalia; Gondomar, San Benito; Mañufe, San Vicente; Morgadanes, Santiago; Peitieiros, San Miguel; Villasa, Sta. Maria; y Vincios, Sta. Maria. La municipalidad reside en la v. de Gondomar, felig. del mismo nombre. Confina el term. municipal por N. con el de Nigran; por E. con el de Porriño en el part. de Tuy; por S. con el de Tomiño en el mismo part., y al O. con el ayunt. de Bayona. El terreno si bien es llano en el centro del distrito, por sus estremidades especialmente del N. y S. tiene bastante monte. Le cruza de E. á O. el r. Ramallosa llamado tambien de Miñor, sobre el cual existe el puente de Mañufe en las inmediaciones de la felig. del mismo nombre, y va á desaguar en el Océano por entre las felig. de Sta. Cristina y San Pedro de Ramallosa: confluye en dicho r. varios riach. que bajan de los montes del N. y S., cuyas aguas utilizan los vec. para surtido de sus casas, y riego de algunas labores. Los caminos son vecinales y en mediano estado, atravesando tambien por el térm. la carretera de Tuy á Vigo, de la cual se desprende un ramal que conduce á Bayona. prod.: trigo, maiz, centeno, patatas, legumbres, lino, vino, hortaliza, frutas, leña y pastos: hay ganado vacuno, de cerda, lanar y cabrio; caza y pesca de varias clases. ind.: la agricultura, molinos harineros, telares de lienzo ordinario. pobl.: 1,851 vec., 8,130 alm. riqueza y contr.: (V. el cuadro sinoptico por ayunt. en el art. del part. jud.)
(Madoz, 1847, p. 443)

## Geografía humana

### Demografía
Cuenta con una población de 15 103 habitantes (INE 2024).
| Gráfica de evolución demográfica de Gondomar entre 1842 y 2023                                                        |
| |
| Población de derecho según los censos de población del INE. Población de hecho según los censos de población del INE. |

### Parroquias
Parroquias que forman parte del municipio:
- Borreiros (San Martiño)
- Couso (San Cristóbal)
- Chaín (Santa María)
- Donas (Santa Eulalia)
- Gondomar (San Benito)
- Mañufe (San Vicente)
- Morgadanes[5]
- Peitieiros (San Miguel)
- Villaza[5]
- Vincios (Santa Marina)

## Política
2007-2009: En las elecciones municipales de 2007 fue elegido alcalde Xosé Antón Arauxo Quintas (BNG) ya que los resultados fueron de 7 concejales para el PPdeG, 5 para el BNG, 4 para el PSdeG-PSOE y 1 para MoVe Gondomar (partido surgido de una escisión del PSdeG-PSOE). La coalición de BNG y PSdeG-PSOE (que duró tan solo el día de la votación) desbancó al anterior alcalde, Carlos Silva (condenado en 2010 a 7 años de inhabilitación). 
2009-2011: El 7 de julio de 2009 prosperó una moción de censura contra el alcalde Arauxo con los votos de los ediles del PPdeG (excepto Carlos Silva), PSdeG-PSOE (posteriormente expulsados del partido por transfuguismo) y MoVe Gondomar, siendo elegido alcalde el número dos de la lista del PPdeG, Martín Urgal Alonso.
2011-2015: Tras las elecciones celebradas el 22 de mayo de 2011, la corporación municipal queda configurada de la siguiente manera: 7 concejales de PPdeG, 5 del BNG, 2 del PSdeG-PSOE, 2 del CDL (Centro Democrático Liberal, partido formado por antiguos miembros del CDS) y 1 del IxG (Iniciativa por Gondomar). Fernando Guitián, candidato del PPdeG, se convierte en el regidor del municipio gracias a los votos del CDL, tras llegar a un acuerdo de coalición entre ambas formaciones.
Finalmente Izquierda Unida (IU) no consiguió representación municipal.
2015-actualidad: Celebradas las elecciones municipales de 2015, el acuerdo firmado por los tres partidos de izquierda (PSdeG, MM y CABE) dan el mando al edil socialista Francisco Ferreira. En enero de 2016 y tras unos meses de desavenencias, CABE decide a través de su asamblea abandonar el acuerdo de gobierno alegando "incumplimientos del pacto por parte del alcalde socialista e intromisión y obstáculos a la gestión de sus áreas". Este hecho lleva a la ruptura del tripartito y al gobierno en minoría del PSdeG con MM.
| Resultado elecciones municipales del 25 de mayo de 2015 en Gondomar |       |            |            |
| Nombre                                                              | Votos | Porcentaje | Concejales |
| Partido dos Socialistas de Galicia                                  | 1.955 | 23.65%     | 4          |
| Partido Popular de Galicia                                          | 1.669 | 20.19%     | 4          |
| Manifesto Miñor                                                     | 1.368 | 16.55%     | 3          |
| Iniciativa por Gondomar                                             | 1.268 | 15.34%     | 3          |
| Gondomar Concello Aberto                                            | 1.190 | 14.40%     | 3          |

## Festividades
En este municipio los periodos de fiestas locales se dividen en dos épocas. 
El 21 de marzo se celebra la fiesta en honor de san Benito, conociéndose este popularmente en la región por san Benito de invierno por la fecha en la que se celebra.
La llegada del mes de julio es sinónimo de la llegada del gran festejo patronal dividido en varios días y dedicados a varios santos. Se reparten de la siguiente forma:
- 10 de julio: Fiesta en honor de san Cristóbal que incluye la celebración de una caravana automovilística matutina.
- 11 de julio: Fiesta en honor de san Benito, conocido popularmente como san Benito de verano. Se trata del día más grande del pueblo, en el cual las calles se engalanan para recibir a las personas que se acercan al pueblo a disfrutar de su gastronomía en la que cabe destacar los tradicionales callos o empanadas en sus numerosos bares, y el postre por excelencia como son las rosquillas o bollos dedicados al santo milagreiro.
- 12 de julio: Fiesta en honor de san Antonio con sus tradicionales pujas que atraen a gente de toda la comarca.

## Cine
En el pazo del conde de Gondomar se rodó la serie de televisión basada en Los pazos de Ulloa, novela de Emilia Pardo Bazán.

## En la cultura popular
Gondomar fue el escenario del anuncio de lotería de Navidad de 2024 realizado por Loterías y Apuestas del Estado. Tal anuncio, que recibe el nombre de "Compartirlo es extraordinario" muestra la historia de Julián, un habitante de Gondomar víctima de la soledad, después de que muchos de sus vecinos se muden a la ciudad. Julián aparece por casualidad en televisión diciendo que no tiene con quién compartir su décimo, y personas de toda España se solidarizan con él. Este anuncio refleja la realidad de la España vaciada, aunque cabe recordar que, en realidad, Gondomar es una localidad con 15.043 habitantes.

## Deportes
- CPA Gondomar: Club de patinaje artístico, llegó a participar en campeonatos del mundo
- Gondomar CF: club de fútbol más importante del municipio, que llegó a jugar en la Tercera división del fútbol español y donde crecieron jugadores como Hermidita y Nolete.
- Cereixa Gondomar FS: Club de fútbol sala.
- S.D. Abetos Gondomar FS: Club de fútbol sala
- Cuenta con clubs campeones del mundo en bolos celta, modalidad jugada por gran parte de lo habitantes de este concejo